# فرد بکی
فریدریش ولفگانگ بکی (آلمانی: Friedrich Wolfgang Beckey؛ زادهٔ ۱۴ ژانویهٔ ۱۹۲۳) که با نام فرد بکی شناخته شده‌اشت؛ صخره‌نورد، کوهنورد و نویسنده اهل آمریکا است.

## زندگی‌نامه
«بکی» در دوسلدورف آلمان زاده شد و خانوادهٔ او در ۱۹۲۵ به آمریکا مهاجرت کردند و در سیاتل، واشینگتن ساکن شدند.
او کوه‌نوردی را از سیزده سالگی و در کوه‌های کسکید شمالی Cascades آغاز کرد، اصول اولیه را از جمع پسران پیش آهنگ آموخت و بعدها در «باشگاه کوه نوردان»، اما به سرعت و به تنهایی شروع کرد به صعودهای دشوارتر. او این تمرکز بر روی کوه نوردی را بیش از هفتاد سال ادامه داده است و به یک نماد کوه نوردی در آمریکای شمالی بدل شده‌است.
او وارد دانشگاه واشینگتن شد و در مدیریت بازرگانی فارغ‌التحصیل شد و پس از آن به دنیای صنعت چاپ پا گذاشت ولی زود دریافت که تعهدهای کاری اش به سدی در برابر هدف‌های کوه نوردی اش تبدیل می‌شود!
از صنعت چاپ دوری گزید تا زمان بیشتری برای کوه و صعود بیابد و رانندهٔ وانت توزیع کالا شد. با گذشت زمان او برآن شد که صعود را نقطهٔ تمرکز اصلی زندگی خود قرار دهد.
بکی هرگز ازدواج نکرد و فرزندی هم ندارد، هیچ‌گاه یک زندگی حرفه‌ای را دنبال نکرد و در جستجوی پول و امنیت مالی به عنوان یک هدف نبود!
هدف او صعود از کوه بود.
او از کارهای تیمی بزرگ و پرسروصدا دوری می‌کرد و کارها و صعودهای کوچک و آلپی را ترجیح می‌داد، بکی شانس زیادی داشت تا در تیم بزرگ‌سال ۱۹۶۳ آمریکا برای صعود به اورست برگزیده شود، اما او انتخاب نشد، هرچند او از اعضای تیم صعود بین‌المللی سال ۱۹۵۵ به لهوتسه بود.

## نویسندهٔ کتاب‌های راهنما
چاپ کتاب‌های راهنمای کوه‌ها
در اواخر دههٔ ۱۹۴۰، او از کلوب کوه نوردان سیاتل خواست تا نخستین کتاب راهنمای او را برای کوه‌های آن منطقه به چاب برسانند، اما تقاضای او پذیرفته نشد، ولی آلپاین کلاب آمریکا موافقت کرد تا چندهزار نسخه از این کتاب را به بهای پایه چاپ کند.
در فاصلهٔ بین صعودها، او کتاب‌های زیادی نوشته است که شاخص‌ترین آن‌ها راه نماهای کسکید هااست، راهنمای سه جلدی معرفی کسکیدها (Cascades) از رود کلمبیا تا رود فریزر (Fraser).

## دست‌آوردهای اخیر
در سال ۲۰۰۳، کتاب ۵۶۳ صفحه‌ای او در بارهٔ رشته یخچال‌های منطقه، توسط «انتشارات جامعهٔ تاریخی اورگون» به چاپ رسید. گفته شده‌است که او بخش بزرگی از تحقیق خود برای این کتاب را در واشینگتن دی سی، در کتاب‌خانهٔ کنگره و آرشیو ملی، منابع و پرونده‌های ایالتی و بررسی‌های زمین‌شناسی انجام داده است.
بکی هم‌چنین بایگانی اتاوا در کانادا (شرکت خلیج هودسون)، بایگانی‌های وینیپگ، بایگانی بریتیش کلمبیا در ویکتوریا، یادداشت‌های بررسی مرزهای شمال‌غربی دانشگاه ییل، یادداشت‌های اطلس شمالی و راه‌آهن بزرگ شمال در مینیاپلیس را برای تدوین این کتاب مطالعه کرده‌است.
کوه بکی، در رشته کوه آلاسگا در ۶۲ درجه و ۵۲ دقیقه شمالی و ۱۵۲ درجه و ۱۵ دقیقه غربی نام خود را از فرد بکی گرفته‌است.

## نخستین صعودها
در کارنامهٔ کوه نوردی او لیست بلندبالایی از اولین هااست، نگاه کنید:
- 1939 Mount Despair, North Cascades
- 1940 Forbidden Peak, North Cascades - with brother Helmy, Lloyd Anderson, Jim Crooks, and Dave Lind.
- 1945 Price Glacier, Mount Shuksan, North Cascades with Jack Schwabland and Bill Granston[۴]:۱۳۸
- 1946 East Ridge Devils Thumb, Alaska with Bob Craig and Clifford Schmidtke (Aug 25)[۴]:
- 1947 North Peak, Liberty Bell, North Cascades - ۱۹۴۷
- 1948 North Ridge of Mount Baker, North Cascades Fred Beckey, Ralph and Dick Widrig (اوت ۱۹۴۸)[۴]:۱۵۶
- 1954 Northwest Buttress to North Peak, Mount McKinley, Alaska (May 27) with Donald McLean, Charles Wilson, Henry Meybohm and Bill Hackett.[۴]:۱۶۶
- 1954 Mount Deborah with Heinrich Harrer and Henry Meybohm[۴]:۱۶۹–۱۷۰
- 1954 West Ridge Mount Hunter (Alaska) - with Heinrich Harrer and Henry Meybohm[۴]:۱۷۰
- 1959 Yocum Ridge, Mount Hood, Oregon, USA with Leo Scheiblehner[۴]:۱۷۲
- 1961 North Face of Mount Edith Cavell, Canadian Rockies, Canada with Yvon Chouinard and Dan Doody [۵]
- 1961 Beckey-Chouinard Route on South Howser Tower, Bugaboos, Canada with Yvon Chouinard [۴]:۱۵۲–۱۵۳
- 1963 Complete North Ridge, Mount Stuart, North Cascades, Washington, USA with Steve Marts[۴]:۲۲۶
- 1963 Northeast Buttress of Mount Slesse, British Columbia, Canada with Steve Marts and Eric Bjornstad[۴]:۲۲۶–۲۲۷
- 1963 West Buttress (IV 5.8 A1), Musembeah Peak, Wind River Range, Wyoming, USA (September) with Layton Kor[۴]:۲۴۵
- 1967 El Matador (NCCS IV, A3), Devils Tower, WY. FA with Eric Bjornstad[۶]:۴۰۳
- 1968 Direct East Buttress (IV F8 A4), South Early Winter Spire, North Cascades, WA. FA with Doug Leen[۶]:۲۸۷–۲۸۸
- 1968 South Face (III F8 A1), Cathedral Peak (Okanogan), North Cascades, WA. FA with Dave Wagner, John Brottem and Doug Leen[۶]:۳۹۰
- 1968 Northeast Face, Mount Hooker, Canadian Rockies, Canada. FA with John Rupley[۶]:۴۱۰
- 1970 Beckey's Spire aka Christianity Spire, Sedona AZ
- 1996 Mount Beckey, Cathedral Mountains, Alaska, USA - 1996, with John Middendorf and Calvin Hebert

## دیگر صعودهای باارزش
- دومین صعود کوه وَدینگتون (Mount Waddington) در بریتیش کلمبیا - ۱۹۴۲
- صعودهای سه‌گانهٔ کوه‌های دنالی، دبورا و هانتر - ۱۹۵۴

بکی اکنون ۱۰۲ ساله است و هنوز فعال و کوه نورد.
در فوریه ۲۰۱۵ در مراسم شام سالانهٔ انجمن کوه نوردان آمریکا از او ستایش شد.

## شخصیت و ویژگی‌ها
تیموتی اگان (Timothy Egan) شخصیت فرد بکی را در بخشی از کتاب «باران خوب» چنین بیان می‌کند:

فرد، یال واسیلیکی، نزدیک گردنهٔ واشینگتن را به خاطر محبوبش، نام‌گذاری کرد. او نمونهٔ یک کوه‌نورد و سنگ‌نورد شلخته بود!

یکی از معروف‌ترین تصویرهای او، فِرِد را با مقوایی دردست نشان می‌دهد که روی آن نوشته است: حمایت در مقابل غذا.

## کتاب‌ها
- Fred Beckey's 100 Favorite North American Climbs (Patagonia Inc. , 2011, ISBN 978-0-9801227-1-8)
- Range of Glaciers: The Exploration and Survey of the Northern Cascade Range (Oregon Historical Society, 2003 ISBN 0-87595-243-7)
- Cascade Alpine Guide (3 vols.) (Mountaineers Books, 1973–2008)
  - Columbia River to Stevens Pass (1973, 3rd ed. 2000, ISBN 0-89886-577-8)
  - Stevens Pass to Rainy Pass (1973, 3rd ed. 2003, ISBN 0-89886-152-7)
  - Rainy Pass to Fraser River (1981, 3rd ed. 2008, ISBN 0-89886-423-2)
- Challenge of the North Cascades (1969, 2nd ed. 1996, ISBN 0-89886-479-8)
- Mount McKinley: Icy Crown of North America (Mountaineers Books 1993, paper 1999, ISBN 0-89886-646-4)
- The Bugaboos: An Alpine History (1987) (Introduction Only)
- Mountains of North America (1986)
- Mountains of North America (Sierra Club, 1982)
- Darrington and Index Rock Climbing Guide (Mountaineers Books, 1976)
- Guide to Leavenworth rock-climbing areas (Mountaineers Books, 1965)
- Climber's Guide to the Cascade and Olympic Mountains of Washington (American Alpine Club, 1949, revised edition 1953)